# 人間佛教
人間佛教是現代汉传佛教的主流思想之一。「人間佛教」作為專有名詞出現，是在太虛大師《怎樣來建設人間佛教》一文中，作為現代特有的佛教理論思想體系則形成於20世紀。這一理論思想體系是現代汉传佛教思想家依據佛法基本原理，對轉型社會與現代生活提出的眾多問題的長期創造性思考的積累。其中，太虛大師是「人間佛教」思想的創立者，印順法師、趙樸初、星雲法師、凈慧法師、聖嚴法師等人為延續此思想推廣的代表。

## 太虛法師的「人生佛教」
太虛法師於1925年（民國14年）提出，他認為當時的佛教重鬼與死、不重人與生，所以提出這一主張。
太虛大師的「人生佛教」思想主要體現在四個方面：一是人生改善，二是後世增勝，三是生死解脫，四是法界圓明。
1. 人生改善：一般佛經皆說到此義，即人民五戒之行，輪王十善之化。改善人間，即是目的；人生改善成功，即是效果。
2. 後世增勝：依業果流轉而修行者，每希望後世增勝，即希望將來比現在之人作得好。
3. 生死解脫：此因看到後世增勝仍不免於三界輪回，若不修到生死澈底之解脫，終必流轉；依於此種目的所獲得之效果，即為羅漢。
4. 法界圓明：此為大乘特有者，二乘聖者雖了生死，然有所知障，不知一切法實相；縱略知法空，亦不究竟，故於一切法不能圓滿通達而仍有障礙。

## 印順法師的「人間佛教」
印順法師在讀到《增一阿含經》：「諸佛皆出人間，終不在天上成佛也」，頓時領悟到：佛不是天神、天使，是在人間修行成佛的；也只有生在人間，才能受持佛法，體悟真理，而得正覺的自在解脫。「佛出人間」，佛的教化，是現實人間自覺覺他的大道，所以佛法是「人間佛教」，而不應該趨於鬼化、神！並認為人間佛教具有「契理與契機」的性質，這也是佛法最重要的特征。就「契理」而言，印順法師首先指出人間佛教是佛陀本有的精義，並不是自己的發明：「從人而學習菩薩行，由菩薩行修學圓滿而成佛——人間佛教，為古代佛教所本有的，現在不過將他的重要理論，綜合地抽繹出來。所以不是創新，而是將固有的『刮垢磨光』。因此，他認為，以凡夫身來學菩薩行，向於佛道的，用不著標榜神奇，從平實穩健處著手做起。
印順法師之所以對「人本的大乘法」充滿信心，主要在於他認為人間佛教具有三個基本的理論基礎。
1. 「法與律的合一」。
2. 「緣起與空的統一」。印順法師認為：「緣起與性空的統一，他的出發點是緣起，是緣起的眾生，尤其是人本的立場。因為，如泛說一切緣起，每落於宇宙論的，容易離開眾生為本的佛法，如泛說一切眾生，即不能把握『佛出人間』，『即人成佛』的精義。」
3. 「自利與利他的合一」。大乘佛教一直主張，菩薩的自利，主要是從利他中得來，一切與利他行相應。所以，凡是不為自己著想，存著利他的悲心而作有利眾生的事，就是實踐菩薩行，趣向佛果了。

就「契機」來說，印順法師結合現代中國人的特點，站在時代的高度，總結出如下三點：
1. 「青年時代」。他認為當前的這個時代，「少壯的青年，漸演變為社會的領導中心」 。因此，當前弘揚人間佛教，攝化的當機應以青年為主。只有青年發心修學，才是發揚真正大乘的因素。
2. 「處世時代」。與中國傳統佛教的「出家」即「出世」形象不同，印順法師認為「處世」是現代社會的一大傾向，這與大乘菩薩「以出世精神，作入世事業」的特征是合拍的。現在社會是一個開放的社會，佛教本來是在人間的，只要有人住的地方，就應該到處去作種種利人的事業，傳播大乘法音。
3. 「集體時代」。佛教本來是重視團體生活的，現代社會也傾向於此。照佛「律」的指示，要生活在團體中，才能真實的自利利他。「這樣的集團生活，做到『知過必改』，人人向上，和樂共處，養成光風霽月的胸襟，清凈莊嚴的品格。凈化自己，健全佛教，發揚正法，一切都從此中實現出來。」

## 星雲法師的「人間佛教」
星雲法師在《人間佛教的基本思想》一文中提出，人間佛教具有六個特性：
1. 人間性：佛陀不是來無影、去無蹤的神仙，也不是玄想出來的上帝。佛陀的一切都具有人間的性格，他和我們一樣，有父母、有家庭、有生活，在人間的生活中，表現他慈悲、戒行、般若等超越人間的智慧，所以他是人間性的佛陀。
2. 生活性：佛陀所發展的佛教，非常重視生活，對我們生活中的衣食住行，乃至行住坐臥，處處都有教導。甚至對於家庭、眷屬的關係，參與社會、國家的活動等，都有明確的指示。
3. 利他性：佛陀降生這個世界，完全是為了「示教利喜」，為了教化眾生，為了給予眾生利益，以利他為本懷。
4. 喜樂性：佛教是個給人歡喜的宗教，佛陀的慈悲教義，就是為了解決眾生的痛苦，給予眾生快樂。
5. 時代性：佛陀因一大事因緣，降誕於世，特別與我們這個世間結緣。雖然佛陀出生在二千五百年前，並且已經證入涅槃，但是佛陀對於我們世世代代的眾生，都給予得度的因緣。所以到今天，我們還是以佛陀的思想、教法，作為我們的模範。
6. 普濟性：佛教雖然講過去、現在、未來，但重在現世的普濟；空間上，雖然有此世界、他世界、無量諸世界，也重視此世界的普濟；講到眾生，雖然有十法界眾生，更重在人類的普濟。

人間佛教的基本思想包括六點，分別是：
1. 五乘共法是人間的佛教
2. 五戒十善是人間的佛教
3. 四無量心是人間的佛教
4. 六度四攝是人間的佛教
5. 因緣果報是人間的佛教
6. 禪淨中道是人間的佛教

## 聖嚴法師的「人間淨土」思想
聖嚴法師自述思想來源即是太虛大師以來諸位大師倡導奉行的人間佛教運動的延伸，而與前輩大師又有些許不同。聖嚴法師於1989創設法鼓山，即以「提昇人的品質，建設人間淨土」作為法鼓山志業的核心理念。以人品為著眼，當是源自於太虛大師「人成即佛成」，人間淨土則是人間佛教一貫的佛土觀。人間佛教的思想理念可以歸納為：
1. 淨土在人間。法鼓山所提倡的人間淨土，不是空中樓閣似的幻景和夢想，那是能夠在我們每一個人的現實生活中體驗得到的事實。建設人間淨土的理念，不是要把信仰中的十方佛國淨土，搬到地球上來；也不是要把《阿彌陀經》、《藥師經》、《阿佛國經》、《彌勒下生經》等所說的淨土景象，展現在今天的地球世界，而是用佛法的觀念，來淨化人心，用佛教徒的生活芳範淨化社會，通過思想的淨化、生活的淨化、心靈的淨化，以聚沙成塔、滴水穿石的逐步努力，來完成社會環境的淨化和自然環境的淨化。
2. 人間淨土是佛陀本懷。我們從佛教的原始聖典中，例如四種《阿含經》及諸部律藏，所見的釋迦牟尼佛，是非常人性化的聖人，佛的言教身教，都是為了淨化人心及淨化社會的目的，教導人們如何生活得清淨、精進、簡樸、平安。
3. 心淨則國土淨。在《維摩經》的〈佛國品〉說：「依佛智慧，則能見此佛土清淨。」「不依佛慧，故見此土為不淨耳。」又說：「若人心淨，便見此土功德莊嚴。」此處所說的「佛慧」，性質與《阿含經》所示的慧增上的性質相同，在大小乘的諸聖典中，以戒定慧的三無漏學為基礎，八正道、六度、三解脫門等，都以開發佛的智慧為學佛的目標。不論哪一宗哪一派，終極點無一不是以開佛智慧為圓滿。
4. 建設人間淨土的方法。一旦用佛的智慧看世界，便見無處不是淨土，凡夫雖然尚未開出佛慧，若能運用學習開啟佛慧的觀念及其方法，便可盡量地不有惡心，不作惡事，不造惡業，雖不能完全清淨，總比不想接受佛法，不願修學佛法的人，更容易避免從自己內心產生邪念及惡行。大乘佛法的《維摩經》主張「隨其心淨則佛土淨」；《華嚴經》主張「應觀法界性，一切唯心造」、「心如工畫師，畫種種五陰」，都是強調，由於人類的心，不淨與心淨，便能造成人生觀及宇宙觀的改變，便能決定其所處世界的或濁或淨。因此，要想淨化世界，首先要著重人心的淨化；要拯救人類世界，必先要搶救人類的心志。

## 外部連結
- 星雲大師對佛教的十大貢獻 （页面存档备份，存于）
- 人間佛教回歸佛陀本懷 一、總說 （页面存档备份，存于）
- 近二十年來臺灣地區「人間佛教」研究發展概述（页面存档备份，存于）